# Shall We Gather at the River?
Shall We Gather at the River? est un hymne chrétien écrit par le professeur américain Robert Lowry (en) en 1864. Son titre original est Hanson Place (en référence à l'église baptiste de Brooklyn où il arrivait à Lowry de prêcher), mais il est plus connu sous le nom Shall We Gather at the River?, qui correspond à son premier vers, ou simplement At the River. Cette rivière est le « fleuve d'eau vive » mentionné au verset 22:1 de l'Apocalypse.
Au cinéma, cet hymne est utilisé dans plusieurs westerns réalisés par John Ford : La Chevauchée fantastique (1939), La Route au tabac (1941), La Poursuite infernale (1946), Le Fils du désert (1948), La Prisonnière du désert (1956). Il est utilisé également dans Pendez-les haut et court (1968) de Ted Post, ainsi que par Sam Peckinpah dans ses films Major Dundee (1965) et La Horde sauvage (1969).